# 2025年首爾西部地方法院襲擊事件
2025年1月19日，韩国时间凌晨3时，韩国总统尹锡悦的支持者破窗进入首爾西部地方法院，抗议对此前被弹劾的尹锡悦的正式逮捕令。该逮捕令将之前的拘留令延长了20天。以等待检察官做出是否对尹锡悦正式起诉的决定。 抗议者袭击了多名警察和记者。 6时08分，警方宣布首尔西部地方法院已经恢复了秩序。
1月19日，韩国大检察厅宣布成立特别调查组，并表示将对涉案人员进行拘留审讯。  1月20日，国会法制司法委员会以及行政安全委員會在针对未决问题的立法调查中讨论了这一事件。 

## 背景
尹锡悦因宣布戒严一事，于12月18日、12月25日、12月29日三次被高级公职人员犯罪调查处传唤以接受问询。尹锡悦均拒绝。 对此，公调处于12月30日向首爾西部地方法院提交了对尹锡悦的逮捕令。31日，法院批准了逮捕令。
2025年1月3日，公调处的调查人员试图执行逮捕令；但在总统警护处的保护下，首次逮捕行动并未成功。1月15日，公调处在警方的支持下第二次试图拘留尹锡悦。大约六个小时后，尹锡悦被拘留。
2025年1月18日，首爾西部地方法院签发了正式逮捕令，将尹锡悦的拘留期延长至20天，等待检察官对起诉做出决定。逮捕令发布的理由是，尹锡悦有“销毁与其戒严事件调查有关的证据”的风险。

## 暴动

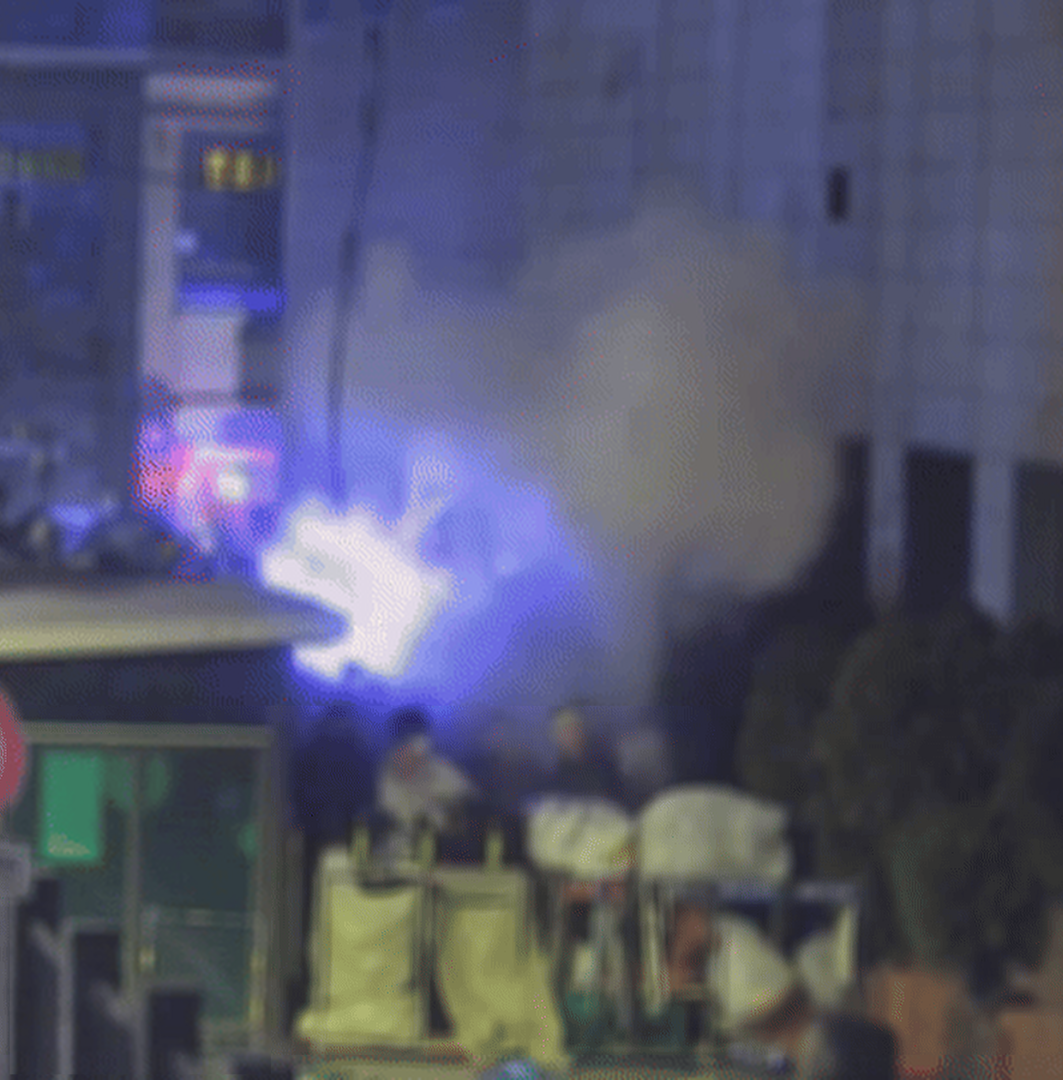
暴動當刻，首爾西部地方法院后门的监控画面

2025年1月18日，车恩京法官与总统尹锡悦就公调处的逮捕令的申请举行了听证会。审理期间，尹锡悦总统的支持者聚集在法院外，无视警方的驱散命令，越过警方设置的路障，最终非法进入法院。抗议者采取了暴力行为，包括袭击执法人员和记者。40人因此被捕。根据警方的报告，有22人非法进入法院，10人损坏了公调处的车辆，7人袭击了执法人员，1人袭击了记者，17人翻越了法院围墙。 
1月19日凌晨3时，车恩京法官签发了逮捕令。此后，尹锡悦的支持者突破警方防线，砸碎窗户，强行进入法院，并用石块损坏法院的外墙和窗户。
凌晨3时21分，在法院内，抗议者喷射灭火器造成骚乱。尹锡悦的支持者破坏了闭路电视摄像机，并让其他人进入法院内部，并使用“把所有亲共法官都抓起来！”等煽动性言语，然后从破损的窗户进入。他们高呼“尹总统”、“拒绝逮捕令”等口号，并扔下灭火器、电脑显示器、花盆、标牌等触手可及的物品。一些非法侵入者主动寻找主审法官，大喊“车恩京，你在哪儿？”，并手持金属管状物和木制物品在建筑物内徘徊。他们还向执法人员投掷烟灰缸，并夺取防暴盾牌。
1月23日，有视频显示两名抗议者试图点燃大楼。他们打开一罐燃油，将油通过一扇破损的窗户倒入法院大楼内，然后通过同一扇破损的窗户扔下一张点燃的纸，试图点燃燃油，随后撤退。目前还不清楚点火是否成功。暴乱发生三天后，一名涉嫌企图纵火的男子被捕。
尹锡悦支持者手持金属管搜寻车恩京法官，并一路前至七至九楼法官办公室。他们踢开每个法官办公室的门并大喊“她在哪儿？”，并进行搜查。当时，车恩京法官已经离开法院。在警方防线被突破后，约20名安保人员和工作人员为躲避暴徒而躲至八楼、十一楼和屋顶。一名寻求庇护的工作人员称，“他们的眼睛看起来不正常，这太可怕了。”
凌晨3时32分，警方出动大规模战术部队，并向示威者多次发出逮捕警告。抗议者无视警告，用偷来的防暴盾牌和墙砖碎片威胁警察。
凌晨4时左右，抗议者被阻挡到后门，但10分钟后又重新占领法院。他们通过投掷瓷砖碎片进行抵抗。
抗议者嘲笑了一名对事态目瞪口呆的学生，指责其是中国人。她的父亲进行了干预。
上午6时08分，警方宣布“首尔西部地方法院周边秩序已完全恢复”。他们拘捕了46名非法侵入的暴徒，连同之前拘捕的40人，两天内拘捕人数累计达86人。

## 反应
尹锡悦的刑事辩护律师石东铉表示，“表达愤怒可以理解，但如果升级为过度暴力，则有陷入左翼团体针对性的攻势或反制策略的风险”。国民力量党议员尹尚铉向40名被拘留的尹锡悦支持者发送信息安慰他们，称“调查结束后你们将很快被释放”。
1月19日，对尹锡悦总统发出正式逮捕令的车恩京法官请求提供人身保护。警方于1月20日为车法官指派了安全保卫人员。
1月22日，韩国代理总统崔相穆下令警察在韩国宪法法院和全国其他法院24小时驻守，以应对与尹锡悦弹劾案有关的骚乱和其他政治紧张事件。